# Pierre Schwartz
Pierre Schwartz, né le 14 décembre 1950, est un photographe français, notamment connu pour ses photographies de buts et cages de football à travers le monde.

## Biographie
Il se fait connaître du grand public à l'occasion de la coupe du monde de football de 1998, lorsque Libération réalise un numéro spécial à partir de ses photographies. 
De 1996 à 2008, il enseigne l'histoire de la photographie à l'université Paul-Valéry Montpellier 3 et, de 2006 à 2008 à l'institut d'études politiques de Paris. Il intervient également au sein de l'école nationale supérieure de la photographie.
Il a exposé ses œuvres à travers le monde entier : académie des beaux-arts de Sarajevo, musée international des arts modestes, institut français d'Istanbul, alliances françaises de Johannesburg et Soweto, centre culturel Frédéric-Cailliaud au Soudan... entre autres.

## Distinction
- 2002 : Award of Excellence du Communication Arts Design Annual (États-Unis)[7]

### Monographies
- Droit au but, textes de Christine Angot, éd. école supérieure des beaux-arts de Marseille, 1998.
- Buts, textes d'Hervé Le Goff, éd. Ville ouverte, 2008.

### Collaborations
Liste non exhaustive d'ouvrages illustrés par les photographies de Pierre Schwartz :
- La Possonnière, Saint-Cosme. Maisons de Ronsard, éd. Christian Pirot, 1990.
- Balzac, Saché, ou Le nid de coucou, éd. Christian Pirot, 1991.
- Alain-Fournier ses demeures, éd. Christian Pirot, 1991.
- Le guetteur invisible, éd. Noesis, 1991.
- Marcel Proust. Marcel et Léonie, éd. Christian Pirot, 1992.
- Rabelais. La Devinière ou le havre perdu, éd. Christian Pirot, 1992.
- George Sand à Nohant. Sa vie, sa maison, ses voyages, ses demeures, éd. Christian Pirot, 2000.
- Rue des miracles. Ex-voto mexicains contemporains, éditions du Seuil, 2003.
- Les oiseaux de Buffon. Dans la bibliothèque de Louis Médard, éd. Études et communications, 2006.
- L'Atelier de Hervé Di Rosa, Thalia éditions, 2011.
- Le masque de l'aveugle, éd. Les Deux corps, 2012.